# Mas Vilaltella
Mas Vilaltella és un monument del municipi de Sant Boi de Lluçanès (Osona) inclòs en l'Inventari del Patrimoni Arquitectònic Català.

## Descripció
Edifici orientat a migdia amb teulada a dues vessants amb el carener paral·lel a la façana principal. L'accés principal és un portal adovellat datat el 1792 on hi veiem un dibuix d'un arbre inscrit. Al costat dret hi ha un rellotge de sol. Les finestres són allindanades i tenen els muntants i els ampits de pedra treballada. A la part esquerra de la casa hi ha un corral amb una entrada de volta datat del 1793. A la part del darrere hi ha una eixida amb tres arcades de mig punt i un pou que arriba a l'alçada d'aquesta.

## Història
La primera notícia que tenim data del 1365, quan el batlle del castell de Sant Boi de Lluçanès decreta que ningú pasturi ni faci empriu en el Mas Vilaltella de Sant Boi. En una de les llindes hi ha el nom del restaurador: "Jeroni Freixer i Vilaltella, any 1786".